# Optimus Prime
Optimus Prime – postać z uniwersum Transformers, przywódca Autobotów. Optimus nie ma sobie równych zarówno jeśli chodzi o zdolności bojowe, jak i inteligencję. Jedną z głównych jego cech jest współczucie, które okazuje wszystkiemu co żyje. Walczy w obronie słabych i tych, których wolność jest zagrożona. Optimus w różnych postaciach pojawiał się w większości serii Transformers. Znany jest z tendencji do ciągłego poświęcania swego życia w jakimś wyższym celu i zazwyczaj prędzej czy później zostaje w jakiś sposób przywrócony do życia. W pewnym stopniu wyjątkiem od tej reguły jest jego najnowsze wcielenie z Transformers Animated, gdzie nie tylko nie dowodzi Autobotami (nie całą frakcją, w każdym razie), ale jest młody, porywczy i często ma kłopoty z dostosowywaniem się do sytuacji.

## Transformers Generacja 1
Optimus składa się właściwie z trzech części. Najważniejszą z nich jest sam Optimus – transformujący się do postaci ciągnika siodłowego robot, uzbrojony w karabin laserowy, który jest w stanie wypalić dziurę w kadłubie bojowego myśliwca Decepticonów z odległości 50 kilometrów. Druga część to Roller, niewielki pojazd trzymany zazwyczaj w naczepie, służący do misji zwiadowczych. Częścią trzecią jest stacja bojowa transformująca się z naczepy, wyposażona w systemy komunikacji dalekiego zasięgu i różnego rodzaju broń.

### Transformers Generation 1 (wersja komiksowa – Marvel)
Optimus Prime był dowódcą Autobotów w trwającej na Cybertronie wojnie z żądnymi władzy Decepticonami. 4 miliony lat temu, gdy Cybertron znalazł się w niebezpieczeństwie ze strony asteroid, Optimus wraz z załogą złożoną z kilkunastu Autobotów wyruszył z misją mającą na celu zneutralizowanie zagrożenia. W trakcie wykonywania misji, statek Autobotów zwany „Arką” został zaatakowany przez oddział Decepticonów pod wodzą Megatrona. W obliczu nieuchronnej klęski Optimus zdecydował się rozbić statek na najbliższej planecie, którą okazała się Ziemia.
Po 4 milionach lat po przebudzeniu się transformerów na Ziemi, Optimus kontynuował pełnienie funkcji lidera Autobotów tocząc wojnę z Decepticonami. Po zwycięstwie nad Megatronem, Optimus wraz z innymi Autobotami zostali zaskoczeni i unieszkodliwieni przez Decepticona Shockwave. Następnie głowa Optimusa została odłączona od ciała w celu wykorzystania umieszczonej w niej Matrycy Stworzenia – programu umożliwiającego tworzenie nowych transformerów. Plan Shockwave’a skomplikował się jednak gdy okazało się, że Optimus wykorzystał nadarzającą się okazję by przekazać Matrycę człowiekowi Busterowi Witwicky’emu.
Uwolniony przy pomocy Bustera Optimus powrócił na stanowisko przywódcy Autobotów i kontynuował walkę z Decepticonami do czasu, gdy na skutek wirtualnego starcia z Megatronem, w którym złamał własne zasady moralne, poniósł śmierć, a jego ciało zostało przez Autoboty wystrzelone w kosmos. Jednakże osobowość Prime’a została przedtem skopiowana na dyskietkę, co po pewnym czasie zostało przez Autoboty wykorzystane do przywrócenia ich lidera do życia. Na planecie Nebulos zbudowano nowe ciało dla Optimusa, który od teraz znany był jako Powermaster Optimus Prime (Nebulanin HIQ stworzył z nim sprzężenie zwrotne – innymi słowy pełnił funkcję jego głównego źródła energii).
Po swoim zmartwychwstaniu Optimus powrócił ponownie na stanowisko dowódcy Autobotów. Gdy pojawiło się zagrożenie ze strony pożeracza planet – Unicrona, Optimus rozpoczął poszukiwania utraconej Matrycy Stworzenia – jedynej siły mogącej powstrzymać to zagrożenie, która znajdowała się w jego starym ciele (Pojawia się tu pewna niekonsekwencja, gdyż Matryca, która wcześniej była programem, teraz przyjęła formę materialnego przedmiotu umieszczonego w klatce piersiowej przywódcy Autobotów). Matryca wpadła w ręce przywódcy Decepticonów Thunderwinga, a po jego starciu z Autobotami na pokładzie Arki wydawała się być ostatecznie stracona.
Podczas ostatecznej bitwy z Unicronem na Cybertronie, Thunderwing został zniszczony, a Matryca wróciła w ręce Optimusa. Dowódca Autobotów użył jej siły do zniszczenia Unicrona samemu ponosząc śmierć. Przedtem jednak rozłączył się z Nebulaninem HIQ, z którym zdążył się już zespolić do tego stopnia, że praktycznie stali się jednością. Osobowość Optimusa przebudziła się w umyśle Nebulanina, który po dotarciu do ukrytego we wnętrzu Cybertrona „ostatniego Autobota” uległ przemianie sam stając się Optimusem. Po tym kolejnym zmartwychwstaniu Optimus Prime poprowadził Autoboty do ostatecznego zwycięstwa nad Decepticonami.

### Transformers Generation 1 (wersja serialowa)
Zanim Optimus Prime został tym kim jest, był młodym i energicznym Orionem Paxem – jednym z wielu Autobotów żyjących jeszcze w czasach pierwszej złotej ery Cybertronu (około 9 milionów lat przed naszą erą). Był szefem jednego z magazynów Energonu w Iaconie (stolica Autobotów), miał nawet dziewczynę (Ariel – później przebudowana na Elitę-1). Jednak był też zafascynowany nową grupą latających Transformerów – Decepticonów. Okazał na tyle dużą naiwność, że przy pierwszym spotkaniu zaprosił Megatrona do swojego magazynu. Megatron zadowolony z wizyty zabił jego i Ariel, by obrabować magazyn i ogłosić początek władzy Decepticonów. Na szczęście dla Oriona, wszystkiemu przyglądały się Aerialboty (wysłane w przeszłość przez Decepticony w odcinku „War Dawn”), które zdołały zanieść jego konające ciało do Alpha Triona, który zgodził się go uratować poprzez całkowitą przebudowę. Tak powstał pierwszy wojownik Autobotów – Optimus Prime. Tak rozpoczęła się krucjata Prime’a przeciw Megatronowi
Okoliczności przybycia Optimusa Prime na Ziemię były tu w zasadzie niemal identyczne jak w wersji komiksowej. Przez wiele lat Prime dowodził Autobotami broniąc ludzkość przed zagrożeniem ze strony Decepticonów. W 2005 roku, podczas niespodziewanego ataku Decepticonów na Autobot City, Optimus stoczył zacięty pojedynek z liderem Decepticonów Megatronem. Na skutek podstępu Megatrona został śmiertelnie ranny. Przed śmiercią przekazał Matrycę (zwaną tutaj Matrycą Przywództwa) Ultra Magnusowi. Wydarzenia te pokazane były w filmie pełnometrażowym z 1986 roku.
Optimus powrócił pod koniec trzeciej serii serialu, kiedy Quintessoni mający już dosyć Autobotów użyli jego zwłok jako pół-świadomej marionetki, która miała wciągnąć całą flotę Autobotów w śmiertelną zasadzkę, jednak walka z Hot Rodem przywróciła mu jego prawdziwą osobowość, która uratowała większość floty kosztem jego własnego życia. Pozornie Prime odszedł wtedy na dobre, ale kilka odcinków później grupa ludzkich naukowców odnalazła jego pozostałości i poddała go pełnej naprawie – w samą porę by Optimus zdążył uratować kosmos przed plagą nienawiści. Po tym wydarzeniu Prime przejął dowodzenie od Rodimusa i tak pozostało aż do końca serii.
W japońskiej kontynuacji serii G1, zatytułowanej „Headmasters”, Optimus Prime występuje jedynie w trzech pierwszych epizodach i po raz kolejny ponosi śmierć, tym razem starając się ustabilizować Vector Sigma i ochronić Cybertron przed zagładą, która mimo wszystko wkrótce potem następuje.